# کینک.کام
کینک.کام یک وب‌سایت مستقر در سانفرانسیسکو مبتنی بر پورنوگرافی بانداج و پورنوگرافی اینترنتی است که مجموعه ای از سایت‌های مرتبط با بی‌دی‌اس‌ام و فتیشیسم را اداره می‌کند.

## مستند

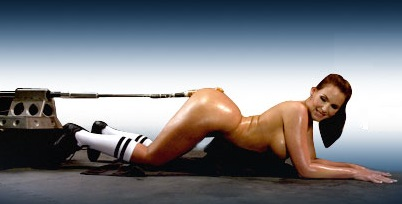
بنر ماشین‌های لعنتی - وب سایتی تحت عنوان Kink.com

در سال ۲۰۱۳، کینک (فیلم)، مستندی دربارهٔ این شرکت ساخته شد.

## نامزدهای جوایز
- در سال ۲۰۰۸، Kink.com در یک گروه جدید، بهترین وب سایت بزرگسالان، برای دریافت جایزه ای وی ان ۲۰۰۹ معرفی شد.[۱]
- نامزد جایزه ایکس بیز ۲۰۱۰ - شرکت نوآورانه سال[۲]
- کینک (گرایش)